# 성평등 디딤돌상
성평등 디딤돌상은 한국여성단체연합이 세계 여성의 날을 맞아 여성문제 가운데 특정 부문을 여론화해 여성운동 발전에 공헌했거나 풀뿌리 여성운동 활성화, 사회적 공공선 확립, 성평등과 여성 권익 향상에 이바지한 개인 또는 단체에 시상하는 상이다. 이 상은 올해의 여성운동상과 성평등 걸림돌상과 함께 시상한다.

## 역대 수상자
| 연도   | 수상자 | 수상 사유 |
| ------ | --- | --- |
| 1997년 | 병원노련 위원장 박문진 | 삭발로 여성의 당당한 투쟁의지 보여줌 |
| 1997년 | 영화 감독 변영주 | 일본군 위안부 문제의 현장을 누비며 여성인권 회복을 몸으로 보여줌 |
| 1997년 | 빗장을 여는 사람들 | 여성 장애인 문제를 사회 여론화함 |
| 1997년 | 최성규 | 성추행범 뒤쫓다 살해됨 |
| 1997년 | 국회의원 추미애 | 남성 중심적 정치문화에서 당당하게 여성인권 문제를 제기함 |
| 1998년 | 한국가정법률상담소 부소장 곽배희                                                                                                 | 전근대적이며 남아선호사상을 강화하는 동성동본금혼법의 위헌소송을 제기하여 위헌판결 이끌어내는데 기여함 |
| 1998년 | 여성문화예술기획 대표 이혜경 | 서울여성영화제 개최, 여성문화운동공간 극장 '마녀' 개원 등 여성주의 시각에서 대중문화운동을 확산하는 데 기여함 |
| 1998년 | 민주화실천가족운동협의회 | 양심수의 인권문제에 대한 관심을 사회적으로 확산하고 비민주적인 법제도에 대해 개선 운동 전개함 |
| 1998년 | 변호사 이찬진 | 가정폭력방지법과 시행령 법안 마련으로 법 제정의 단초 마련함 |
| 1998년 | 대법관 최종영 | 서울대 신 교수 성희롱 사건에 대해 승소 판결함 |
| 2000년 | 강릉 옥계면 남양1리 마을 주민들                                                                                                  | 여성 장애인 강간 사건에 적극 대응함 |
| 2000년 | 진현숙 | 법적 투쟁을 통해 비혼모의 인권 신장에 기여함 |
| 2000년 | 종암경찰서장 김강자 | '여성이 하면 이렇게 달라진다'를 보여줌 |
| 2000년 | 전국민족민주유가족협의회 어머님들                                                                                                | 420일의 국회 앞 천막농성을 통해 민주열사 명예회복, 의문사 진상규명 법제화에 기여함 |
| 2000년 | 농협중앙회 노동자 김미숙, 김향아                                                                                                 | 성차별적 여성 우선 해고에 온 몸으로 저항함 |
| 2001년 | 군산 매춘업소 화재참사 유가족 | 개인적 보상이 아닌 사회적 예방 대책 촉구함 |
| 2001년 | MBC 드라마 '아줌마' 제작팀 | 아줌마의 독립과정을 그림 |
| 2001년 | 호주제 폐지를 위한 시민의 모임                                                                                                   | 호주제 폐지를 위한 선봉 나팔수 역할을 함 |
| 2001년 | 전국여성노동조합 88CC(컨트리클럽)분회                                                                                            | 경기보조원의 노동자성을 인정받는 데 기여함 |
| 2001년 | 가수 안혜경 | 여성과 관련한 노래 만들어 평등하고 건강한 문화조성에 기여함 |
| 2002년 | 서울고등법원 형사4부 | 여성 장애인 성폭력 재판에서 장애 특성 고려한 판결을 함 |
| 2002년 | 서울지법 서부지원 안성회, 서울지법 북부지원 양승태                                                                               | 보수적 법조계에서 소신껏 호주제 위헌심판제청결정함 |
| 2002년 | 전국여성노동조합 대구지부 경북대 미화원분회                                                                                      | 58세 정년 차별 철폐, 재고용 쟁취에 기여함 |
| 2002년 | 전국교직원노동조합 | 남성중심적 노동조합 운영을 획기적으로 전환하여 대의원 50% 여성 할당제 시행함 |
| 2002년 | 진옥경 | 매매춘 여인숙 소유 김영세 충북교육감 퇴진을 위한 시민행동 집행위원장으로서 사회 정의 실현에 기여함 |
| 2003년 | 김매환 | 평범한 여성 직장인으로서 직장 내 성희롱 사건을 알게 된 후 문제 해결을 위해 끝까지 싸워 이김 |
| 2003년 | 롯데호텔 성희롱 사건 승소 여성 노동자들(50명)                                                                                    | |
| 2003년 | 박보선, 명영선, 이선이, 김옥화                                                                                                   | 알리안츠 사내 부부 우선 해고에 대해 승소함 |
| 2003년 | 페미니스트 저널 《IF(이프)》 | |
| 2003년 | 대구지검 상주지청 검사 구자헌 | 선불금 갈취 혐의로 사기죄로 고소 당한 탈성매매 여성 2명에게 무혐의 처분함 |
| 2004년 | 이라크 반전평화팀의 여성 활동가들                                                                                                | 강인화, 김하운,목지영, 성혜란, 오김숙이, 유은하, 이영화, 임영신, 전미선, 전승로, 정희영, 허혜경 등 13명으로서 평화에 기여함 |
| 2004년 | 서울대학교 법과대학 학장 안경환                                                                                                  | 보수적 틀 깨고 여성, 장애인, 외국인 등 소수자를 강단에 세움 |
| 2004년 | 전국여성노동조합 학교비정규직조합원 일동                                                                                         | 학교 비정규직 문제를 사회에 알리고 상용직화 방안 제시함 |
| 2004년 | 배금자 변호사 | 성매매에 대한 국가적 책임을 묻고, 국가 상대 배상 청구 소송을 승소함 |
| 2005년 | 성폭력 생존자 말하기 대회 참여자 24명                                                                                            | |
| 2005년 | 호주제 헌법불합치 결정 이끌어낸 민변 위헌소송변호인단                                                                            | |
| 2005년 | 이금형 경찰청 생활안전국 여성청소년과장                                                                                          | |
| 2005년 | KBS 주부, 세상을 말하자 제작팀                                                                                                   | 최병찬 부장, 양희섭 PD -> 최병찬 부장, 김학순 PD -> 양희섭 부장 -> 주연자 PD |
| 2006년 | 김미화, 권해효 | 호주제 폐지운동, 평등가족 홍보대사 |
| 2006년 | 정영임 | 40세 조기직급정년의 간접차별 판례 이끌어낸 사람 |
| 2006년 | 광주지법 민사1부 판사 선재성 | 광양 성매매 사건, 광주 송정동 성매매 사건을 성 평등 관점으로 판결함 |
| 2007년 | 고정희 | 제주도지사 성추행사건(직장내 성희롱 사건) |
| 2007년 | 현대자동차 노동조합 판매본부 광주전남지회 여성분회                                                                               | 여성 승진차별에 맞서 승리 |
| 2007년 | 평택 미군기지 대추리 도두리 할머니들                                                                                             | |
| 2007년 | 서울중앙지법 제26형사부 판사 황현주                                                                                              | 성폭력을 성적 자기결정권을 침해의 관점에서 판결함 |
| 2007년 | MBC 여성의 힘! 희망 한국! 제작진                                                                                                 | 성 평등 문제를 지속적이고 심층적으로 제기함 |
| 2008년 | 피우진 육군 중령 | 유방암 투병 후 신체검사에서 2급 장애 판정받아 강제퇴역, 부당하고 성 차별적인 퇴역 처분에 맞서 투쟁함 |
| 2008년 | 울산과학대 청소용역 여성노동자                                                                                                   | 노조 결성을 이유로 부당해고에 맞서 승리함 |
| 2008년 | 인화학교 성폭력 대책위원회 | 여성 청각 장애인들의 교육권 확보와 인권향상에 기여함 |
| 2009년 | <군내 스토킹 피해자 지원을 위한 공동대책위원회> 공동변호인단(김수정, 김인숙, 원민경, 임선영, 임종인, 장서연, 차혜령, 황정화)     | 2007년 2월부터 9월경까지 00사단 본부대장이 직속 부하인 여군 장교에게 언어 성희롱과 문자 메시지를 통해 지속적으로 스토킹한 사건이 있었다. 피해자가 가해자의 요구에 응하지 않기 위해 명령을 어겼고, 이에 가해자가 9월경 직권권리남용, 권리행사방해, 음주운전, 위수 지역 이탈 등으로 헌병대에 피해자를 고발했다. 피해자가 헌병대 조사를 받던 중 가해자가 고발한 것을 알게 되어 10월경 사단장에게 스토킹 사실을 알렸고, 이후 가해자가 피해자를 항명 및 상관 모욕으로 추가 고발했다. 재판부는 가해자와 가해자 측근의 진술 신빙성을 근거로 피해자에게 작년 4월 1일 징역 6월, 집행유예 1년을 선고했다. 공동대책위(한국성폭력상담소 외 13개 단체)는 재판과정에서 졸지에 스토킹 피해자에서 가해자로 둔갑해버린 피해자에 대한 역고소 사건을 맡아 공동변호인단을 조직하고, 피해자의 무죄 입증을 위한 대응활동을 벌였다. 결국 2008년 7월, 2심에서 무죄 판결을 이끌어내었고, 군검찰의 상고로 3심까지 진행되었으나 11월 최종 무죄 확정판결을 얻어내었다. |
| 2009년 | 조성민 친권 반대 카페, 아이들의 법적 권리를 위한 실천 모임                                                                       | 친권 자동 부활에 제동을 걸어 여성과 아동의 권리를 수호함 |
| 2009년 | 안대희, 김영란, 이홍훈 대법관 | 직장 내 성희롱 가해자 해고의 정당성 인정함 |
| 2009년 | 이경수, 김미주 | '불법 파견도 직접고용 규정 적용해야 한다'는 파견법 판례 변경에 기여함 |
| 2009년 | 광우병 위험 미 소고기 수입에 반대하는 촛불시위를 이끈 촛불 여성들                                                                | |
| 2010년 | 임실치즈축산업협동조합 여성직원                                                                                                  | 성추행에 맞서 조합장을 고발, 진정서를 제출해 조합장 해임에 기여함 |
| 2010년 | 수원지방법원 제9부 판사 최동렬, 김기동, 백소영                                                                                   | 골프장 경기보조원을 근로자로 인정해 이들이 사측을 상대로 제기한 부당징계무효 소송에서 원고 승소판결 받음 |
| 2010년 | 여성정치세력민주연대 | 창립 이후부터 10년간 여성할당제 도입, 여성정치인 육성·발굴 활동, 성인지 예산 모니터 활동 등을 펼치며 여성정치운동조직 확산에 기여함 |
| 2011년 | 금속노조 기륭분회 | 단식투쟁과 고공농성 등을 통해 6년 만에 비정규직의 정규직화 |
| 2011년 | 작은꽃(피해자 별칭) 현대자동차 사내 하청 여성 노동자                                                                             | 2010년 사내 하청업체의 관리자들로부터 받은 지속적인 성희롱 사건을 공론화했다는 이유로 징계해고를 당했다. 긴 투쟁 끝에 지난해 12월 원직복직과 가해자 해고, 재발방지 대책 수립 등의 합의를 이뤘다. |
| 2011년 | 공공노조 서경지부 홍익대분회 | 대학 측에 생존권 보장과 열악한 처우 개선을 요구하며 2011년 1월 3일부터 50여 일간 홍익대 본관을 점거한 채 농성을 벌여 노동조건 개선에 기여함 |
| 2011년 | 고려대 반성폭력연대회의 | 고려대 의대생 성추행 사건에 대해 학내 여학생위원회, 여성주의 교지 ‘석순’, 생활도서관 등이 구성한 조직으로 학내 성폭력 문제를 공동체 전체의 문제로 인식되게끔 노력함 |
| 2012년 | 김천직지농협 김미숙 과장 | 자신에 대한 부당해고 철회, 인권탄압 중단 등을 요구하며 싸운 끝에 복직함 |
| 2012년 | 권은희 서울 수서경찰서 수사과장                                                                                                  | 경찰의 국가정보원 대선개입 사건 수사에 외압이 있었다고 폭로함 |
| 2012년 | 부부강간죄를 최초로 인정한 대법원 판례                                                                                           | |
| 2012년 | 영화 <노리개> | 여성 연예인 성 착취 실태를 고발함 |
| 2013년 | 칠곡 경북대병원 비정규직 해고자 강연주･배기숙                                                                                    | 칠곡경북대병원에 근무한지 2년 만에 해고됐다. 정부가 공공부문 2년 이상 상시지속업무자는 '무기계약직으로 전환시키라'고 지침을 내려보냈지만 병원은 무기계약직으로 전환시키는 대신 신규채용을 하면서 이들을 해고했다. 두 사람은 지난해 1월 8일부터 '복직'을 요구하며 1년 가까이 천막농성을 벌여 지난해 연말 복직결정을 받았다. |
| 2014년 | 르노삼성자동차 성희롱 사건 해결을 위한 공동대책위원회                                                                            | 직장 내 성희롱 피해자와 이를 도운 동료에 대한 불이익 조치를 반복하는 르노삼성자동차 성희롱 사건을 사회적으로 알리고, 피해자와 조력자를 지원함 |
| 2014년 | 무지개농성단 | 서울시민 인권헌장이 성소수자 차별 금지 조항을 둘러싼 갈등으로 제정이 무산되자 서울시청 로비에서 점거 농성을 벌이며 성소수자 차별 금지 조항이 포함된 인권헌장 선포를 요구함 |
| 2014년 | 《카트》 제작자 심재명 명필름 대표와 부지영 감독                                                                                 | 비정규직 여성 노동자의 삶을 담음 |
| 2014년 | 부산합동양조 여성노동자 5명 | 근로기준법 준수를 요구함 |
| 2014년 | 만화 《미생》의 윤태호 작가와 드라마 《미생》의 정윤정 작가                                                                      | ‘워킹맘’ 등 여성 직장인의 문제를 사회가 함께 고민하는 데 기여함 |
| 2015년 | 평화나비네트워크 | 일본군 '위안부' 문제 해결을 위해 활동 중인 대학생 단체 |
| 2015년 | 자림성폭력대책위 | 시설 내 장애인 인권보장을 촉구하고, 법인설립 허가 취소를 이끌어 냄 |
| 2015년 | 여수 유흥업소 여성사망사건 제보 여성 9명                                                                                         | 불법 성매매 영업행위를 세상에 드러냄 |
| 2016년 | 차진숙 | 강제추행 피해를 입고도 무고죄로 기소된 끝에 무죄 판결을 받아냄 |
| 2016년 | 사드배치 철회 성주투쟁위 여성위원회                                                                                              | |
| 2016년 | 공공비정규직노동조합 서울경기지부 강서지회 김포공항 청소노동자들                                                                 | 청소노동자에 대한 인권유린에 맞서 투쟁한 공공비정규직노동조합 서울경기지부 강서지회 |
| 2016년 | 낙태죄 폐지를 위한 ‘검은시위’ | |
| 2017년 | 전국협동조합노동조합 성서농협지회                                                                                                | 수년간 지속된 상급자의 직장 내 성폭력과 갑질 폭력, 이를 수수방관한 성서농협 사용자들에 맞서 노조원 모두가 서로 격려하고 지지하며 끝까지 투쟁 |
| 2017년 | 정애향 수성구의회 의원 | 자신의 성폭력 피해 사실을 공개하는 미투 운동에 동참, 지역에 만연하는 성차별적 권력 주의에 대항해 여성들의 위대한 저항을 알려 정치권의 성평등에 기여 |
| 2018년 | 3․8 조기퇴근 시위 3시 STOP 공동기획단                                                                                            | 성별임금격차의 심각성을 공론화 |
| 2018년 | ‘마중물샘’ 최현희 교사 | 교단에서 페미니즘 교육을 실천 및 사회적 의제화. |
| 2018년 | 문단 내 성폭력을 사회적 의제로 만들어 낸 ‘고발자5’와 연대모임 ‘탈선’                                                             | - 고양예고 문예창작과에서 미성년 제자를 상대로 상습적 성폭력을 자행한 시인이자 교사인 배○○을 SNS에서 고발하여 문단 내 성폭력 해시태그 운동에 기여. - ’고발자5‘를 지지하기 위해서 고양예고 졸업생 107명이 연대한 단체 ‘탈선’은 문단 내의 고질적인 성폭력 문제를 개인적 일탈이 아닌 사회적 의제로 만들어냄. |
| 2018년 | 국가가 관리한 성매매에 대해 국가 책임을 이끌어 낸 ‘한국 내 기지촌 미군위안부 국가배상청구소송 공동변호인단’                      | 2014년 6월 25일 32명의 기지촌 미군 위안부 국가배상소송공동변호인단이 한국 내 기지촌 미군 위안부 122명과 함께 국가를 상대로 한 손해배상 청구소송을 서울중앙지방법원에 제기했음. 변호인단은 2017년 1월 20일 1심 재판에서 일부 승소한 부분에 불복하여 항소를 제기했음. 재판 진행 기간 내내 정부가 내놓지 못한 수많은 증언과 자료, 기록들을 제출하면서 끈질기게 국가의 책임을 물어 2018년 2월 8일, 1심보다 국가책임을 확대하고 대상도 넓히는 성과를 일구어냄. |
| 2018년 | 말하기와 글쓰기를 통해 사회 변화를 촉구한 「그 일은 전-혀 사소하지 않습니다 : 아내폭력에서 탈출한 여성들의 이야기」 공동저자 6명 | 저자들은 책 출판과 공개 말하기를 통해 가정폭력 가해자가 제대로 처벌되지 않고 오히려 피해자가 비난받는 현실, 가정폭력 피해로부터 탈출하는 과정에서 사법기관으로부터 받는 2차 피해, 자립의 어려움 등에 관해 생생하게 증언함. 증언을 통해 여전히 개인적인 문제로 바라보고 있는 가정폭력을 사회구조적인 문제로 바라볼 수 있게 하는 인식 전환을 이끌어 내고 있음. |

## 같이 보기
- 올해의 여성운동상
- 성평등 걸림돌상